# Hakea lehmanniana
Hakea lehmanniana (лат.) — кустарник, вид рода Хакея (Hakea) семейства Протейные (Proteaceae), произрастающий на юге округа Уитбелт и в округе Большой Южный Западной Австралии.  Цветёт с июня по август.

## Ботаническое описание
Hakea lehmanniana — колючий лигнотуберозный густой кустарник высотой 0,6—1,8 м. Цветёт с июня по август и даёт привлекательные пурпурно-синие цветы, постепенно станоовящиеся синими или белыми. Цветы располагаются в плотных скоплениях в верхних пазухах листьев. Листья голые, овальные в сечении, длиной 2–7 см, толщиной 1–2 мм и заканчиваются острым концом на вершине. Плоды длиной 2–3 см и шириной 1,5–2 см с очень грубой колючей поверхностью — уникальная особенность, которая идентифицирует этот вид.

## Таксономия
Вид Hakea lehmanniana был описан швейцарским ботаником Карлом Мейсснером в 1845 году. Вид назван в честь немецкого ботаника Иоганна Георга Христиана Лемана.

## Распространение и местообитание
H. lehmanniana встречается от Пингелли на юг до Албани и на восток до Равенсторп. Растёт в пустошах или кустарниках на суглинистых суглинках, песке или песке над латеритом на солнце или в полутени. Вид хорошо адаптируется к среде обитания, устойчив к морозам и засухе и может использоваться в качестве почвенного покрова и среды обитания диких животных.

## Охранный статус
Hakea horrida имеет статус «не угрожаемый» от правительства Западной Австралии.